# Silvestre III
Silvestre III, de nombre Giovanni dei Crescenzi Ottaviani (* Roma, hacia 1000 – Sabina, hacia 1063), 146.º papa de la Iglesia católica en 1045.
Juan era obispo de Sabina cuando fue nombrado papa mediante pago, por la familia de los Crescencios, para suceder a Benedicto IX, que había sido depuesto tras un levantamiento popular encabezado por un capitán romano, Gerardo di Sasso. 
Benedicto IX lo declara antipapa y tras recuperar, el 10 de marzo de 1045, el trono papal, con la ayuda de sus familiares, los condes de Túsculo, depone a Silvestre III, quien se refugió en su diócesis de Sabina, donde continuó ejerciendo como obispo hasta que en un concilio celebrado en Sutri el 20 de diciembre de 1046, al que asistió el emperador alemán Enrique III, se le privó de su dignidad y se le recluyó en un monasterio. 
Esta sentencia fue, sin embargo, suspendida, ya que Silvestre continuó ejerciendo como obispo de Sabina hasta al menos el año 1062 según se desprende de los registros oficiales de dicha diócesis en que no consta un nuevo obispo hasta octubre de 1063.
El hecho de que su elección fuera fruto de una imposición, junto a que fuera depuesto en un concilio, serían causas suficientes para considerarlo un antipapa; pero a pesar de todo la Iglesia lo considera como legítimo.